# Нові-Велія
Нові-Велія (італ. Novi Velia) — муніципалітет в Італії, у регіоні Кампанія, провінція Салерно.
Нові-Велія розташоване на відстані близько 300 км на південний схід від Рима, 115 км на південний схід від Неаполя, 70 км на південний схід від Салерно.
Населення — 2309 осіб (2014).
Щорічний фестиваль відбувається 6 грудня. Покровитель — святий Миколай.

## Демографія
Населення за роками:

Станом на 1 січня 2023 року в муніципалітеті офіційно проживало 30 іноземців з 10 країн, серед них 18 громадян країн Євросоюзу та 2 громадяни України.

## Сусідні муніципалітети
- Кампора
- Канналонга
- Черазо
- Куккаро-Ветере
- Футані
- Лаурино
- Монтано-Антілія
- Рофрано
- Валло-делла-Луканія